# تیلای (مجارستان)
تیلای (به مجاری:  Tilaj) یک شهرداری در مجارستان است که در ناحیه زالاسنت‌گروت واقع شده‌است. تیلای ۸٫۱۶ کیلومتر مربع مساحت و ۲۰۵ نفر جمعیت دارد.